# Нойнкірхен (Нижня Франконія)
Нойнкірхен (нім. Neunkirchen) — громада в Німеччині, розташована в землі Баварія. Підпорядковується адміністративному округу Нижня Франконія. Входить до складу району Мільтенберг. Складова частина об'єднання громад Ерфталь.
Площа — 16,65 км2. Населення становить 1488 ос. (станом на 31 грудня 2020).